# Фанні Гордон
Фаїна (Феофанія) Марківна Квятковська (уроджена Фейга Іоффе ; 23 грудня 1914, Ялта Таврійської губернії — 9 липня 1991, Ленінград, Російська РФСР, СРСР) — польська і радянська композиторка, авторка фокстроту «У самовара я і моя Маша». У польський період творчої діяльності була відома як Фанні Гордон (за прізвищем вітчима).

## Життєпис
Фейга Іоффе народилася в 1914 році в Ялті у Криму. Після жовтневого перевороту вона разом з родина емігрувала до Польщі. Фейга писав вірші та пісні для варшавських кабаре та музичних театрів. Однією з найвідоміших її пісень, написаних приблизно в 1931 році, була «У самовара я и моя Маша», яку в квітні 1931 року виконали Зула Погоржельська та Тадеуш Ольша в театрі «Морське око» у ревю «Podróż na księżyc» («Подорож на місяць»). Анджей Власт написав текст у 1931 році, і пісня стала міжнародним хітом, записаним німецькими та американськими танцювальними групами. Пізніше звукозаписна компанія попросила її написати російські слова до мелодії, і вийшло «У самовара».
У 1939 році, з початком Другої світової війни, з проблемами покинула Варшаву і втекла до Вільнюса у Литві, а в 1945 році разом із матір'ю оселилася в радянському Ленінграді. Тут вона писала під іменами Фаня Марківна Квятковська та Фаня Квятковська.
Померла 9 липня 1991 року. Похована на Преображенському єврейському цвинтарі.

## Творчість
Авторка естрадного шлягера «У самовара я и моя Маша» (1931), танго «Аргентина» (1931), «Лишь для нас…», чардаша «В ночной глуши напев звучит», оперет «Девушка из Шанхая» (разом з Олександром Маневичем, 1950), «Под небом Алабамы», «Война и любовь», музична вистава для дітей «Кот и пингвин».
Серед інших її хітів — танго «Skrwawione serce» («Моє кровоточиве серце») у виконанні польської «королеви танго» Станіслави Новіцької, фокстрот «Abdul Bej» на східні мотиви у виконанні Тадеуша Фалішевського та Альберта Гарріса та «Siemieczki» під назвою «Польські бублички». Її танго «Nietoperze» («Кажани»), тексти про тих, хто вночі полює на любов, написали Сер-Шень (псевдонім видатного польського поета Яна Бжехви). Її «Bal u starego Joska» («Вечірка у старого Йозеля»), також відома як «Bal na Gnojnej» («Вечірка в Гнойовому провулку»), на слова Анджея Власта. У 1933 році вона написала оперету Jacht miłości (Яхта кохання) з хітом танго «Indie» (також виконувалась у Нідерландах і США як «New York Baby»).